# Hansonorum carolinae
Hansonorum carolinae är en stekelart som beskrevs av Marsh 2002. Hansonorum carolinae ingår i släktet Hansonorum och familjen bracksteklar. Inga underarter finns listade i Catalogue of Life.